# Kvarteret Gripen

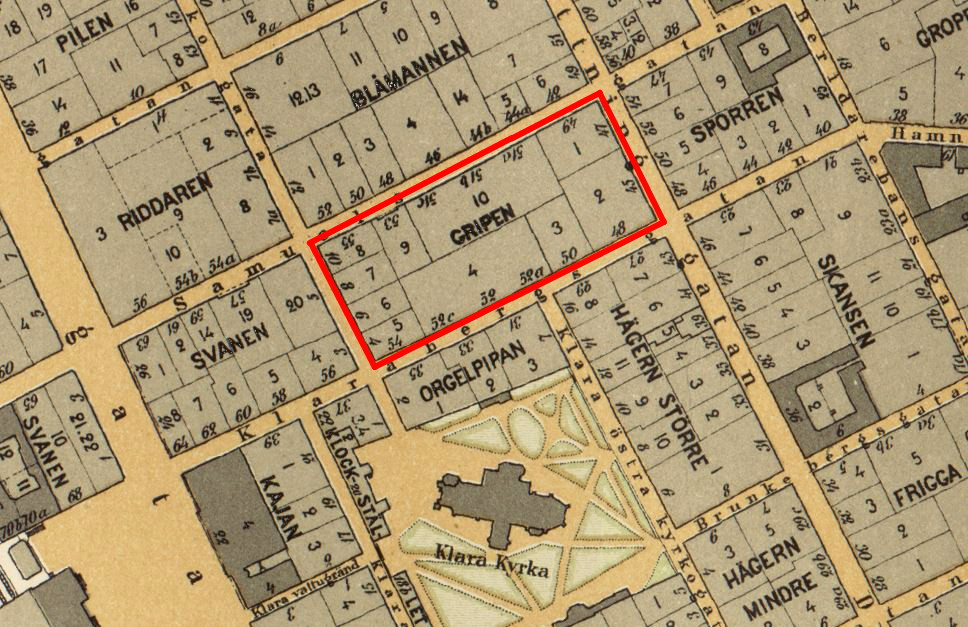
Kvarteret Gripen 1899.

Gripen är namnet på ett kvarter på Norrmalm i centrala Stockholm. Kvarteret har en omväxlande historia och bildades redan på 1600-talets mitt och försvann på 1960-talet från Stockholms kartor i samband med Norrmalmsregleringen för att ingå i kvarteret Orgelpipan. På 1980-talet var Gripen en del av kvarteret Blåmannen och på 1990-talet fick kvarteret sitt gamla namn tillbaka. Härifrån spreds den förödande Klarabranden 1751 som förstörde stora delar av dåvarande Norrmalm. Kvarteret omges av Mäster Samuelsgatan i norr, Drottninggatan i öster, Klarabergsgatan i söder och av Klara norra kyrkogata i väster. Kvarteret bestod ursprungligen av tio fastigheter, numera är hela kvarteret en enda fastighet med nummer 12. Sedan 1964 upptas hela kvarteret av varuhuset Åhléns City.

## Historik
Kvarteren på södra Norrmalm bildades i slutet av 1630-talet i anslutning till dagens Hötorget när Stockholms stadsplanering tog sin början och Klas Flemings strama rutnätsplan lades ut över området. Innan dess präglades Norrmalms bebyggda delar av stora oregelbundna kvarter och ett oplanerat virrvarr av slingrande gator och vattugränder. Gator och tomter hade växt spontant, strukturen var typisk för medeltida städer och fanns exempelvis på Stadsholmens inre delar. På 1650-talet hade utsättningsarbetena för de nya kvarteren nått området norr om Klara kyrka. Kvarteret Gripen bildades 1658 och kan ha sitt namn efter fabeldjuret Grip som framställs som en blandning av ett lejon och en örn. Adelsätten Grip är även ett gammalt släktnamn och möjligtvis var någon med detta namn på 1650-talet bosatt i området.

## Tidigare bebyggelsen, verksamheter och ofullbordade projekt

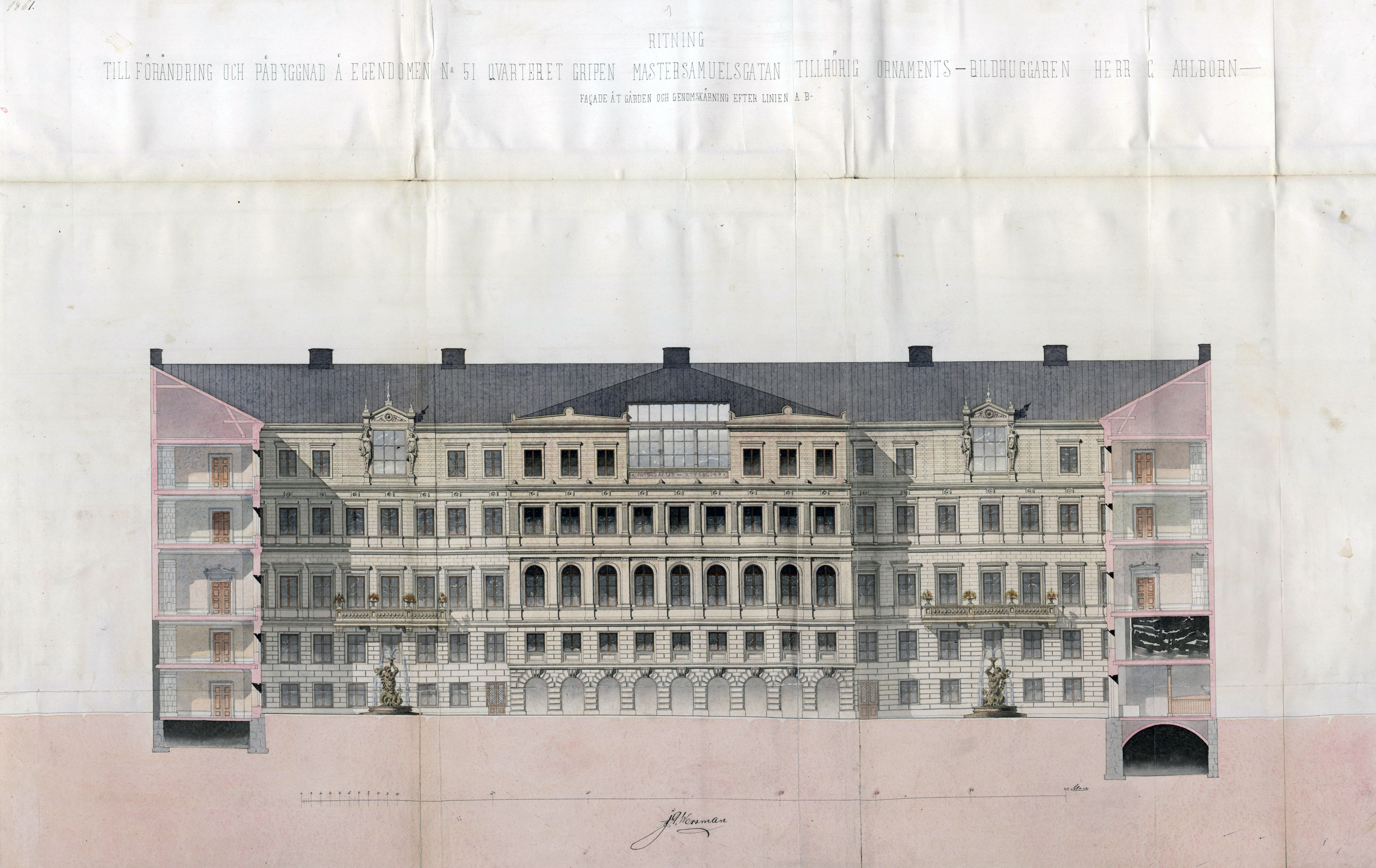
Nybyggnadsritning för "Walhallasalongen", gårdshusets huvudfasad, ritning av arkitekt Jacob Wessman, 1860.

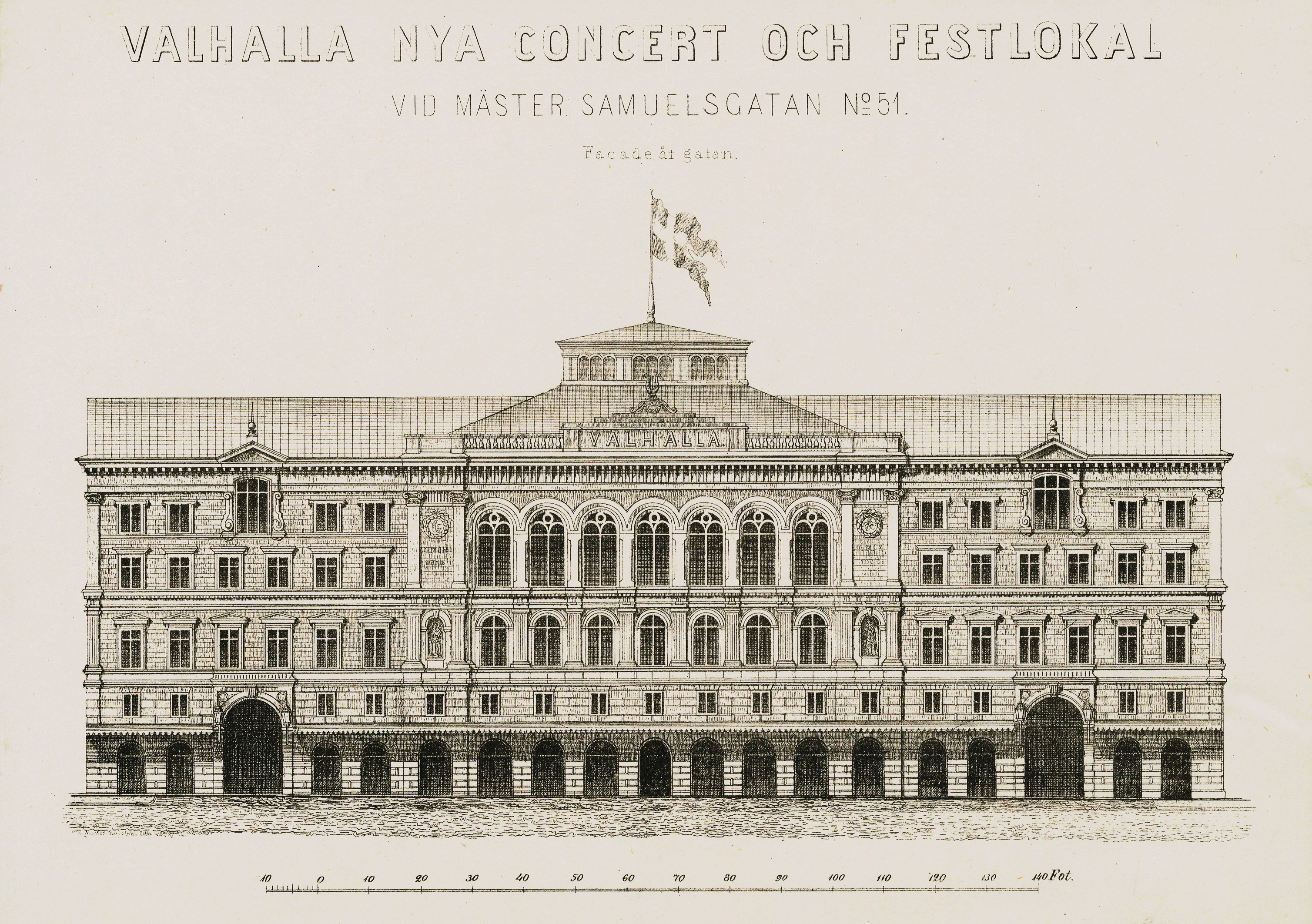
"Valhalla Nya Concert och Festlokal", fasadritning av arkitekt Fredrik Ekberg, 1866. Projektet blev aldrig genomfört.

Kvarteret blev bland annat känt genom den färgeriverksamhet som bedrevs på Gripen 10 under omkring 200 år. Den första färgaren var färgarmästaren Jakob Liebe (död 1713) som bedrev sin verksamhet i kvarteret. Han var en av flera färgare som verkade i trakten kring Klara sjö. Mest känt blev färgeriet Blå Hand som innehades av färgarmästaren Jacob Engwiller och efter honom av sonen Johan Mauritz. På hans färgeri utbröt Klarabranden 1751 som förstörde 221 gårdar samt skadade Klara kyrka svårt. Branden spred sig ända till Södermalm och räknas till de våldsammaste som drabbat Stockholm. Klarabranden innebar även att samtliga byggnader som fanns i kvarteret fram till rivningen 1962-1963 uppfördes först efter 1751 eller senare. I några ingick rester av tidigare bebyggelse.
Vid Mäster Samuelsgatan 55-59 uppfördes Walhallasalongen på 1860-talet. Uppdragsgivare var ornamentbildhuggare Carl Ahlborn och arkitekt en av hans elever, Jacob Wessman. Den nya byggnaden skulle omsluta gården mot grannfastigheterna och mot Mäster Samuelsgatan delvis följa gatulinjen med två sidoflyglar, en i öster och en i väster. Gårdsrummet skulle därigenom ha direktkontakt med gatan genom den fria passagen mellan flyglarna. De putsade fasaderna var enligt ritningarna försedda med en för tiden ganska överdådig ornamentik, bland annat karyatider som flankerade några fönsteröppningar. Flyglarna åt Mäster Samuelsgatan fullföljdes aldrig. Valhallasalongen var plats för många framträdanden och existerade i sitt ursprungliga utförande som nöjessalong mellan 1862 och 1870. Därefter blev det arbetar-, fackförenings- och nykterhetsmöten i byggnadens festsalar.
År 1866 planerades ett påkostat gathus mot Mäster Samuelsgatan kallat Valhalla Nya Concert och Festlokal. För ritningarna stod arkitekt Fredrik Ekberg. Nybyggnaden skulle, förutom bostadslägenheter, innehålla en större praktvåning för festliga tillställningar, utställningar med en större konsertsalong måleriateljéer, fotoateljé samt i bottenvåningen badrum. Projektet stannade på ritbordet och Carl Ahlborn gick i konkurs.

Historiska bilder
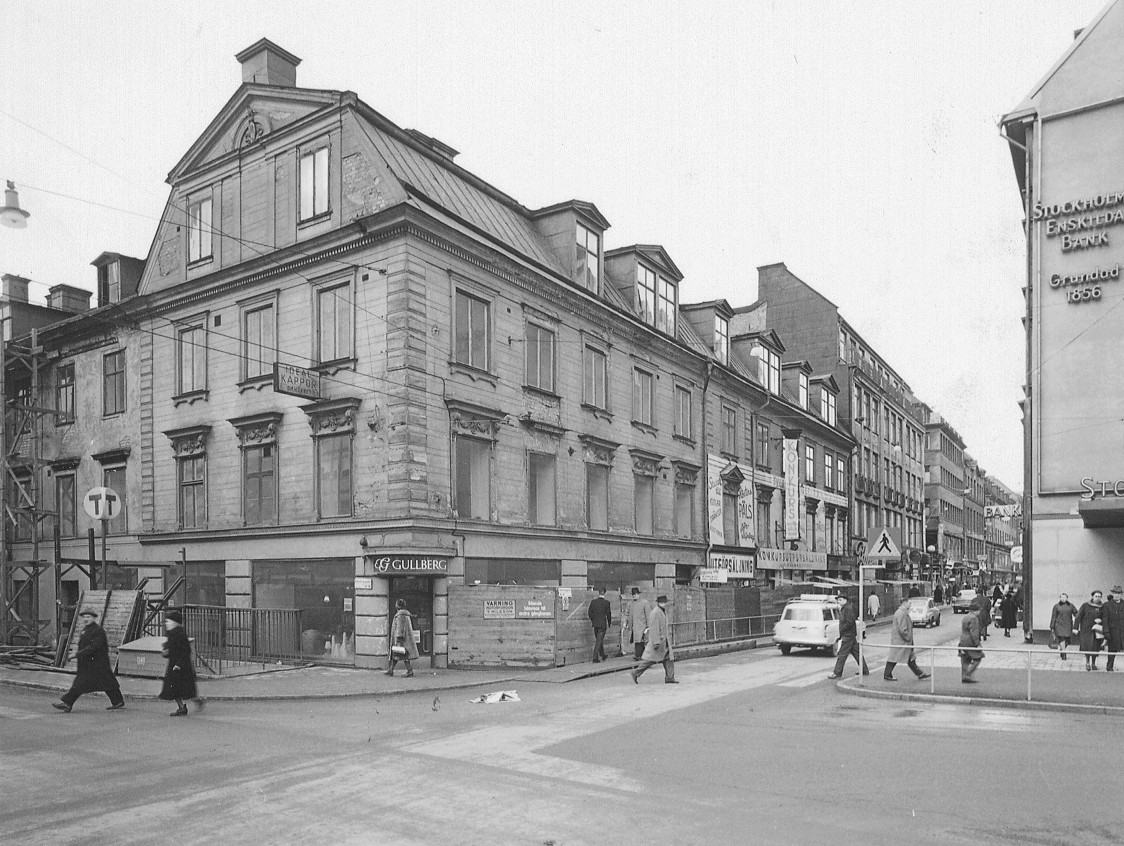
Klarabergsgatan / Drottninggatan, 1961. Gripen 2.
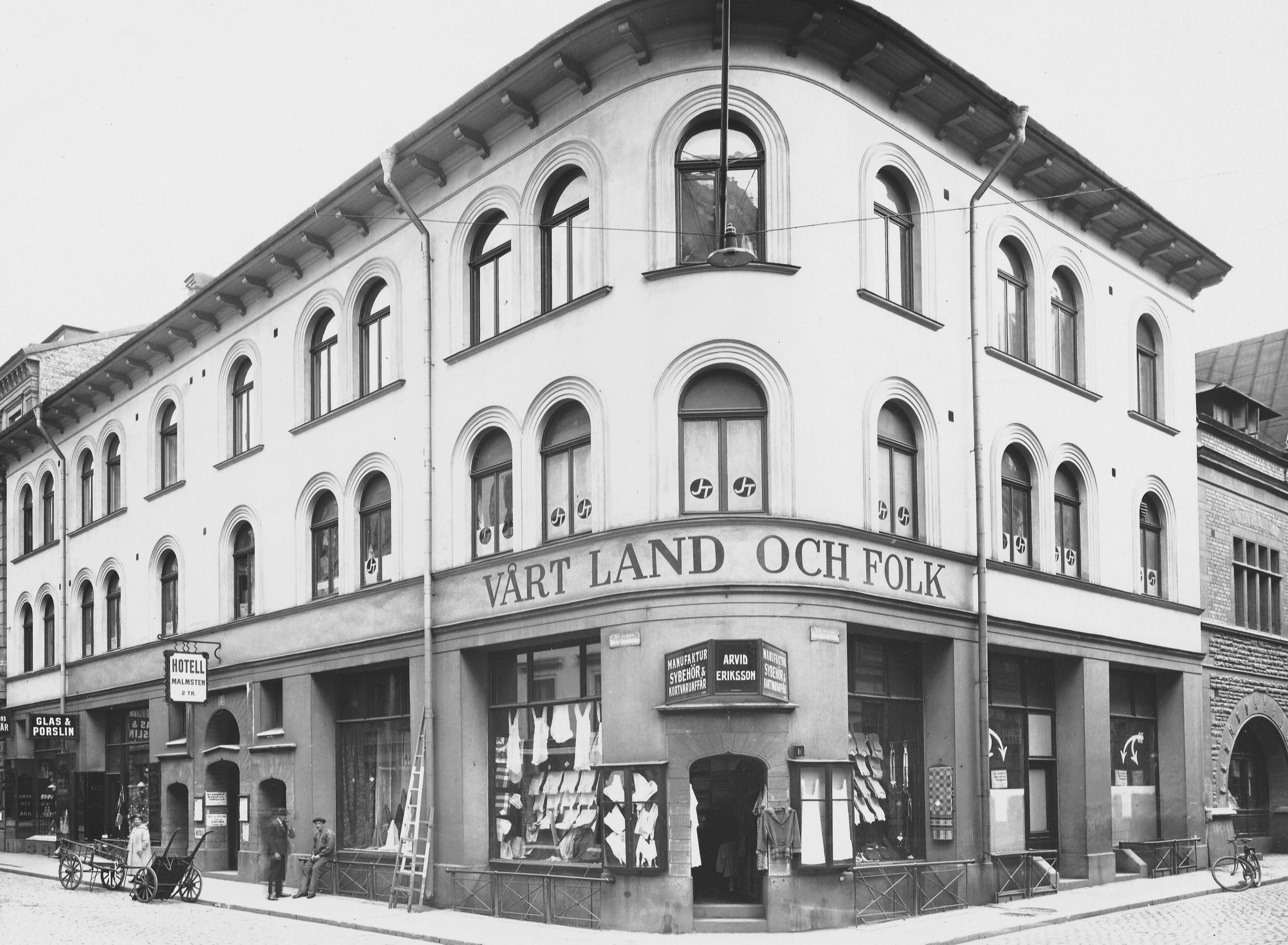
Mäster Samuelsgatan / Klara Norra Kyrkogatan, 1910-tal. Gripen 8.
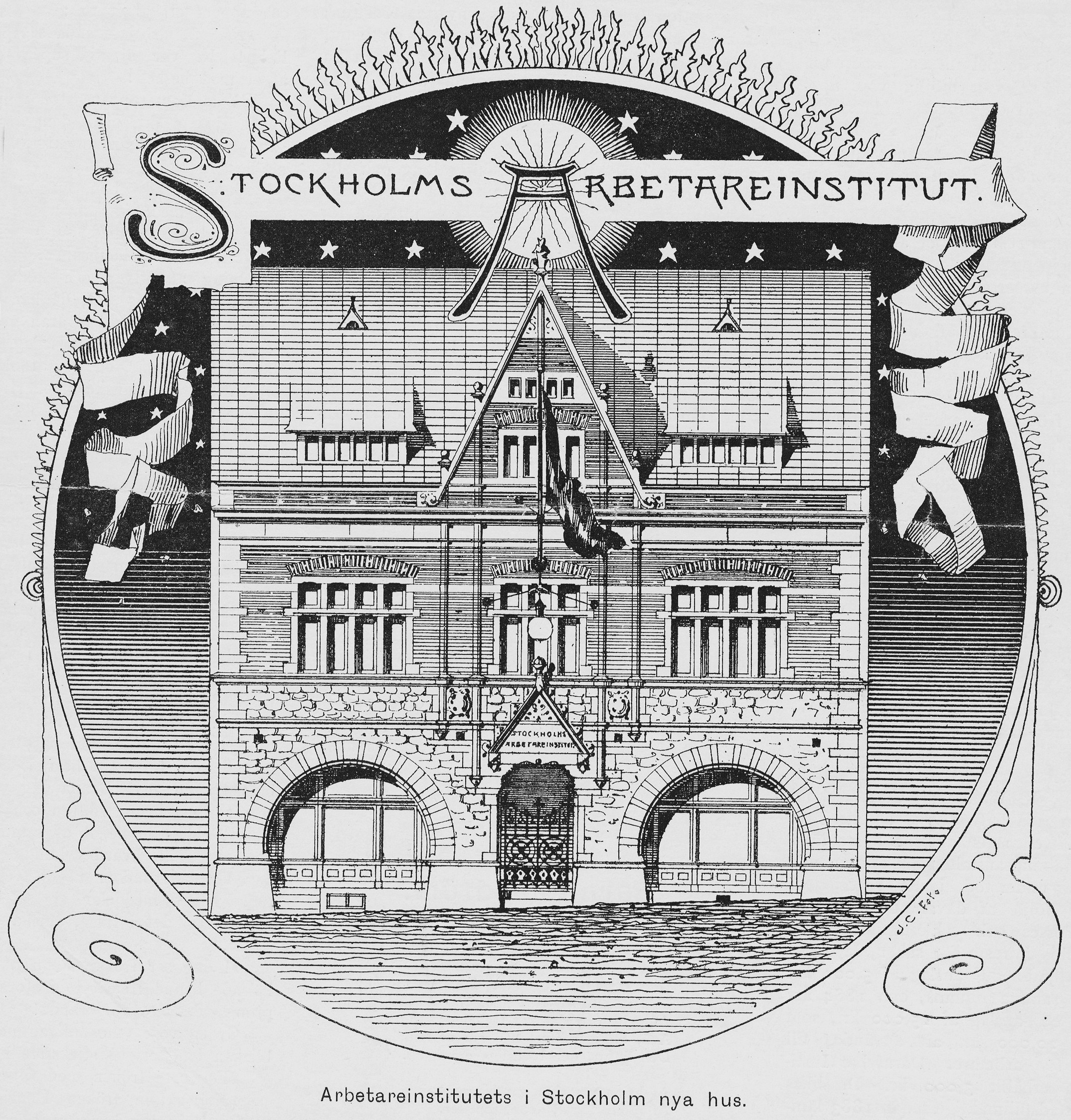
Klara norra kyrkogata 8, Stockholms arbetareinstitut. Gripen 7.
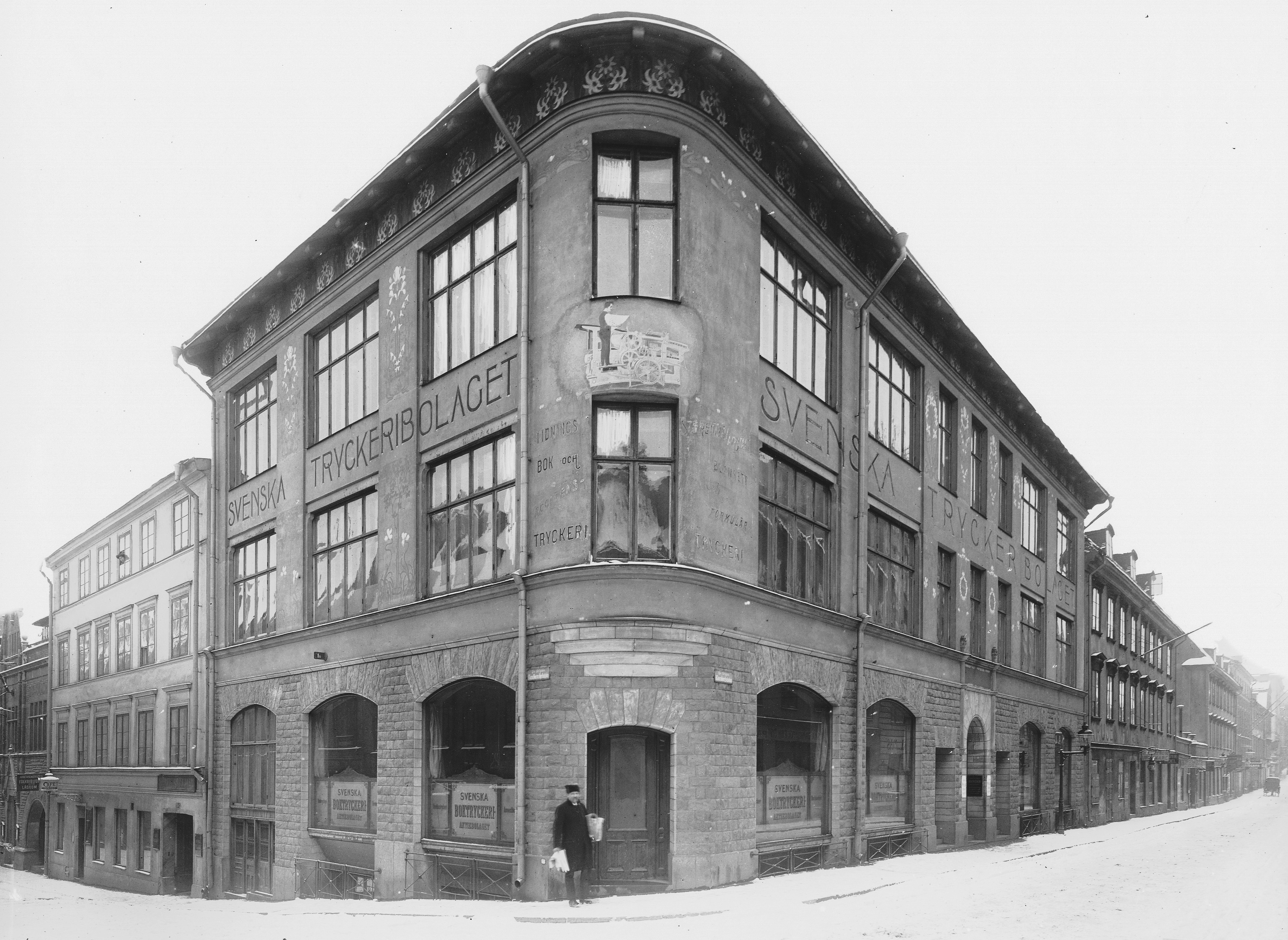
Klara norra kyrkogatan / Mäster Samuelsgatan, Svenska Tryckeriaktiebolaget 1890-tal. Gripen 5.
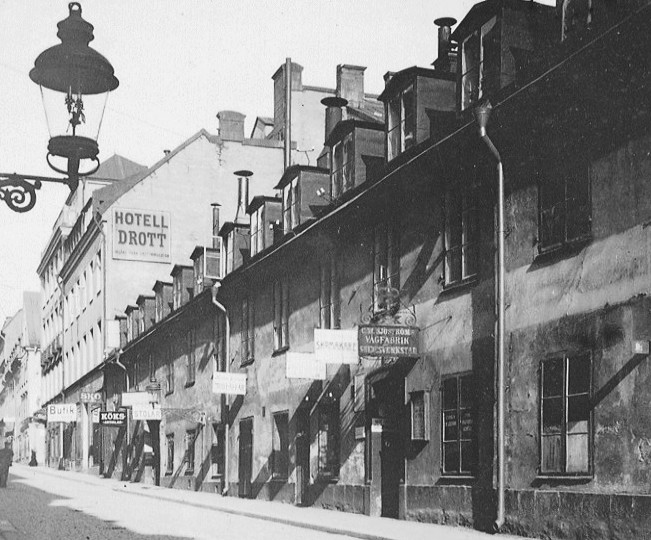
Mäster Samuelsgatan 55-59, 1890-tal. Tidigare plats för färgeriet Blå Hand. Gripen 10.

### Historisk bebyggelse

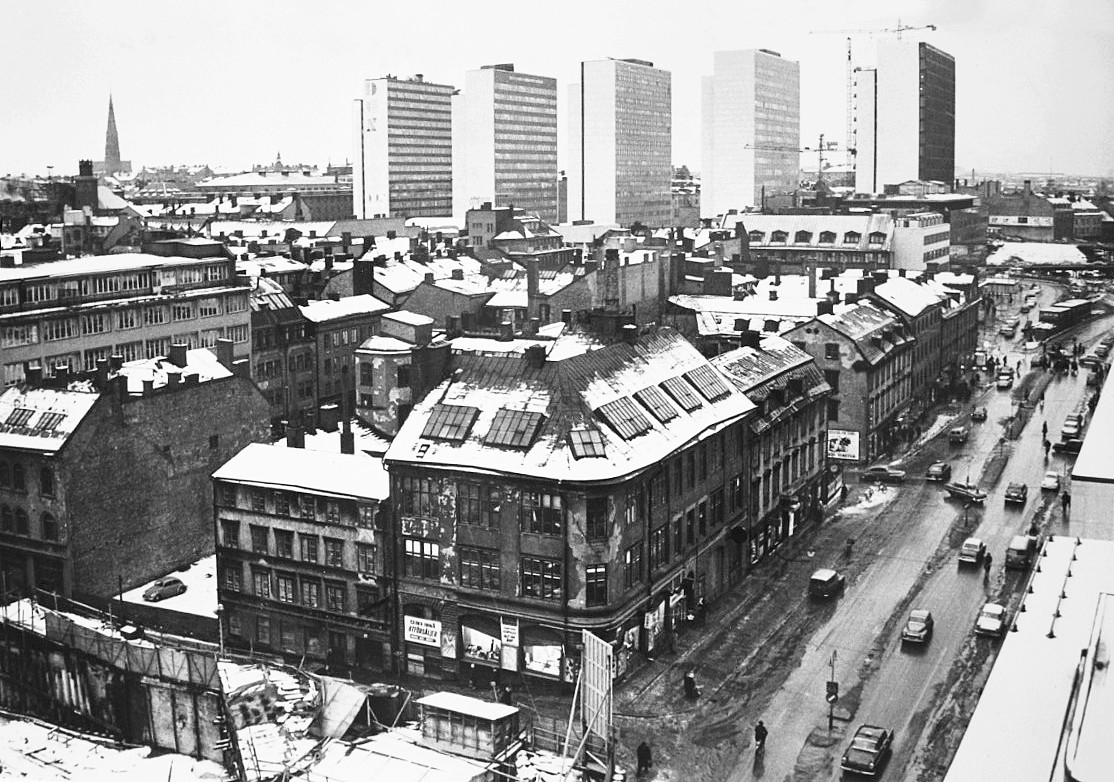
Kvarteret Gripen från sydväst, 1962. Hötorgsskraporna under uppförande i bakgrunden, Klarabergsgatan till höger.

- Före detta Gripen 2: I hörnet Klarabergsgatan / Drottninggatan ägdes 1748 av riksrådet Anders Johan von Höpken som lät bygga om det. Elsa Gullberg hade här sin inredningsaffär fram till 1963, då huset revs. I byggnaden ingick delar från ett 1600-talshus, som hade klarat branden från 1751, bland annat ett krön från en 1600-talsportal.
- Före detta Gripen 5: Hörnhuset Klarabergsgatan 54 / Klara Norra Kyrkogatan 4 uppfördes 1898 efter ritningar av Johan Laurentz med Svenska Tryckeriaktiebolaget Ekman & Co. Som beställare.
- Före detta Gripen 7: Klara norra kyrkogata 8 Stockholms arbetareinstitut, byggdes 1894 efter ritningar av arkitekt Carl Möller.
- Före detta Gripen 8: Hörnhuset Mäster Samuelsgatan 63 / Klara Norra Kyrkogatan 10 uppfördes 1898 efter ritningar av arkitekt Agi Lindegren. Ägare och beställare var ingenjören J.A. Ångman. I huset hade bland annat Otto Ahlberg sin ”Garn-, Väfnads & Hvitvaruaffär”.
- Före detta Gripen 10: Mäster Samuelsgatan 55-59, här låg Missionskyrkan Valhalla (nummer 57), byggdes 1924 efter ritningar av Alfred Danielsson-Bååk. I fastigheten hade även Klara Polisstation sina lokaler. När bebyggelsen i Gripen 10 revs fanns här hus från 1751, 1861, 1883 och 1924.

### Rivningar och nybyggnad
Under Norrmalmsregleringen och i enlighet med 1962 års cityplan breddades Klarabergsgatan åt båda håll från 12 meter till 36 meter. Kvarteret Gripen samt intilliggande kvarter förlorade stora delar av sin areal som blev gatumark. Då revs även samtliga hus i kvarteret. Stadsplanen från 1957 medgav ursprungligen lågbebyggelse med tvåvåningshus och tre punkthus ovanför. En ny stadsplan (Pl. 6223) vann laga kraft i februari 1963 och efter den uppfördes varuhuset Åhléns Citys stora byggnadskomplex, ritat av arkitektkontoret Backström & Reinius och invigd den 9 september 1964. Byggnaden är blåmärkt av Stadsmuseet i Stockholm vilket innebär att ”bebyggelsen bedöms ha synnerligen höga kulturhistoriska värden".
| Hörnet Klarabergsgatan / Drottninggatan med kvarteret Gripen rakt fram, 1962 och 2019. |  | Hörnet Klarabergsgatan / Drottninggatan med kvarteret Gripen rakt fram, 1962 och 2019. |
| Hörnet Klarabergsgatan / Drottninggatan med kvarteret Gripen rakt fram, 1962 och 2019. |  |                                                                                        |